# Station Fontaine-l'Évêque
Station Fontaine-l'Évêque was een spoorwegstation langs spoorlijn 112 in Fontaine-l'Évêque. Nadat de spoorlijn tussen Pieton en Marchienne-au-Pont verlegd is dit station gesloten.

## Aantal instappende reizigers
De grafiek en tabel geven het gemiddeld aantal instappende reizigers weer op een week-, zater- en zondag.
| Tabel: aantal instappende reizigers station Fontaine-l'Evêque | Tabel: aantal instappende reizigers station Fontaine-l'Evêque | Tabel: aantal instappende reizigers station Fontaine-l'Evêque | Tabel: aantal instappende reizigers station Fontaine-l'Evêque |
|                                                               | Weekdag                                                       | Zaterdag                                                      | Zondag                                                        |
| ------------------------------------------------------------- | ------------------------------------------------------------- | ------------------------------------------------------------- | ------------------------------------------------------------- |
| 1977                                                          | 67                                                            | 0                                                             | 0                                                             |
| 1978                                                          | 54                                                            | 0                                                             | 0                                                             |
| 1979                                                          | 62                                                            | 0                                                             | 0                                                             |
| 1980                                                          | 44                                                            | 0                                                             | 0                                                             |
| 1981                                                          | 0                                                             | 0                                                             | 0                                                             |
| 1982                                                          | 0                                                             | 0                                                             | 0                                                             |
| 1983                                                          | 0                                                             | 0                                                             | 0                                                             |

0,0: Marchienne-au-Pont ·
4,6: Goutroux ·
7,2: Fontaine-l'Évêque ·
Forchies ·
11,3: Piéton ·
13,4: Carnières ·
15,3: Morlanwelz ·
16,5: Mariemont ·
18,6: Haine-Saint-Pierre ·
19,1: La Louvière-Zuid ·
19,7: Haine-Saint-Paul ·
20,1: La Louvière-Bouvy ·
20,9: La Louvière-Centrum